# سونيل غولاتي
سونيل غولاتي (بالإنجليزية: Sunil Gulati)‏ هو اقتصادي أمريكي، ولد في 30 يوليو 1959 في الله أباد في الهند.